# 托爾欽 (文尼察州)
49°41′29″N 27°55′29″E / 49.69139°N 27.92472°E
托爾欽（羅馬化：Torchyn）是烏克蘭的村落，位於該國西南部文尼察州，由赫梅利尼克區負責管轄，始建於1330年，面積1.7平方公里，海拔高度271米，2001年人口324，人口密度每平方公里190.59人。